# Ge 4/4 II
Ge 4/4 II — швейцарский узкоколейный электровоз переменного тока, эксплуатирующийся на Ретийской железной дороге (RhB). Было построено 23 локомотива, первая партия которых (10 штук) была выпущена в 1973 году, а вторая (13 штук) — в 1984. Последний электровоз серии (№ 633) поступил на дорогу в начале 1985 года. Предназначался для замены уже устаревших и малонадёжных электровозов Ge 6/6 I («Крокодил»).
По швейцарской системе обозначений название электровоза имеет следующую расшифровку: узкоколейный (G) электровоз (e) с 4 осями, 4 из которых (то есть все) являются движущими, II серия.

## Описание

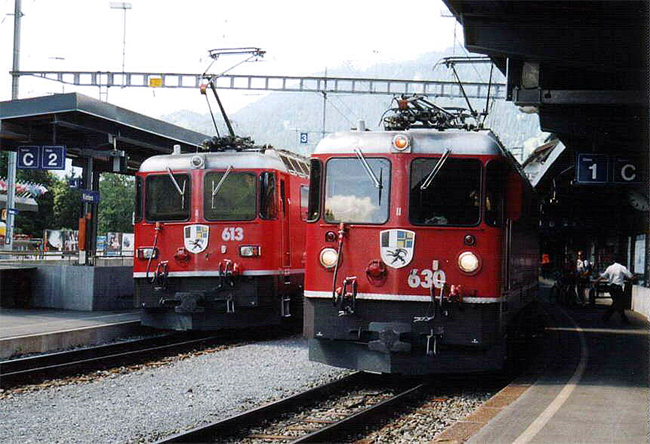
Электровозы Ge 4/4 II № 613 и 630 с соответственно прямоугольными и круглыми фарами

По конструкции электровоз Ge 4/4 II во многом повторяет электровоз Re 4/4 II (эксплуатируется на Швейцарских федеральных железных дорогах), но в отличие от него выпрямитель заменён на управляемый, с применением тиристоров. Поступившие в 1973 году на дорогу электровозы первой партии были окрашены в зелёный цвет, а электровозы второй партии, которые поступили в 1984 году — в красный. Впоследствии в красный цвет перекрасили и электровозы первой партии. С 1999 года, в ходе модернизации, часть локомотивов получила прямоугольные фары, вместо круглых, а с 2003 по 2008 гг. на всех 23 электровозах аналоговая система управления была заменена на современную микропроцессорную.

## Эксплуатация
При сцепном весе 50 т, электровоз способен одиночной тягой вести поезд весом до 185 т на подъёме в 45 тысячных, и 245 т на подъёме в 35 тысячных (35 метров подъёма на 1 км пути). При двойной тяге (по СМЕ) масса поезда может достигать 400 т.
На Ретийской железной дороге все электровозы Ge 4/4 II имеют свои названия в честь придорожных городков в кантоне Граубюнден. Названия нанесены на обеих сторонах кузова в нижней части. Также по середине боковин кузовов установлены гербы, соответствующие данным городкам.
| Электровозы Ge 4/4 II на Ретийской железной дороге |                     |      |                     |                                                |
| Номер                                              | Название            | Герб | Ввод в эксплуатацию | Тема на кузове                                 |
| 611                                                | Landquart           |      | 30.05.1973          | Реклама login                                  |
| 612                                                | Thusis              |      | 20.07.1973          |                                                |
| 613                                                | Domat/Ems           |      | 31.07.1973          |                                                |
| 614                                                | Schiers             |      | 14.08.1973          |                                                |
| 615                                                | Klosters            |      | 03.09.1973          | Реклама RE-Power (Rhätia Energie)              |
| 616                                                | Filisur             |      | 28.09.1973          | Реклама Siemens                                |
| 617                                                | Ilanz               |      | 05.10.1973          | Реклама RE-Power (Rhätia Energie)              |
| 618                                                | Bergün/Bravuogn     |      | 05.11.1973          |                                                |
| 619                                                | Samedan             |      | 03.12.1973          | 100-летие Bernina Railway                      |
| 620                                                | Zernez              |      | 19.12.1973          |                                                |
| 621                                                | Felsberg            |      | 09.02.1984          |                                                |
| 622                                                | Arosa               |      | 08.03.1984          | Японский партнёр дороги — Hakone Tozan Railway |
| 623                                                | Bonaduz             |      | 05.04.1984          |                                                |
| 624                                                | Celerina/Schlarigna |      | 10.05.1984          |                                                |
| 625                                                | Küblis              |      | 01.06.1984          |                                                |
| 626                                                | Malans              |      | 28.06.1984          |                                                |
| 627                                                | Reichenau-Tamins    |      | 02.08.1984          |                                                |
| 628                                                | S-chanf             |      | 30.08.1984          |                                                |
| 629                                                | Tiefencastel        |      | 04.10.1984          |                                                |
| 630                                                | Trun                |      | 31.10.1984          |                                                |
| 631                                                | Untervaz            |      | 30.11.1984          |                                                |
| 632                                                | Zizers              |      | 12.12.1984          |                                                |
| 633                                                | Zuoz                |      | 30.01.1985          |                                                |
|                                                    |                     |      |                     |                                                |

По состоянию на 2010 год максимум 22 электровоза находятся в эксплуатации. 
Электровоз № 632 5 января 2007 года попал под лавину близ Валендаса, что привело к сильному повреждению кузова. Однако вскоре он был восстановлен и 30 марта 2008 года возвращён на дорогу.
Столкновение со скалой возле Таванасы 14 мая 2019 года серьёзно повредило локомотив № 628. Поврежденный локомотив был утилизирован 10 октября 2019 года.